# Rhyacophila tsusimaensis
Rhyacophila tsusimaensis är en nattsländeart som beskrevs av Kobayashi 1985. Rhyacophila tsusimaensis ingår i släktet Rhyacophila och familjen rovnattsländor. Inga underarter finns listade i Catalogue of Life.